# Kindsbanan

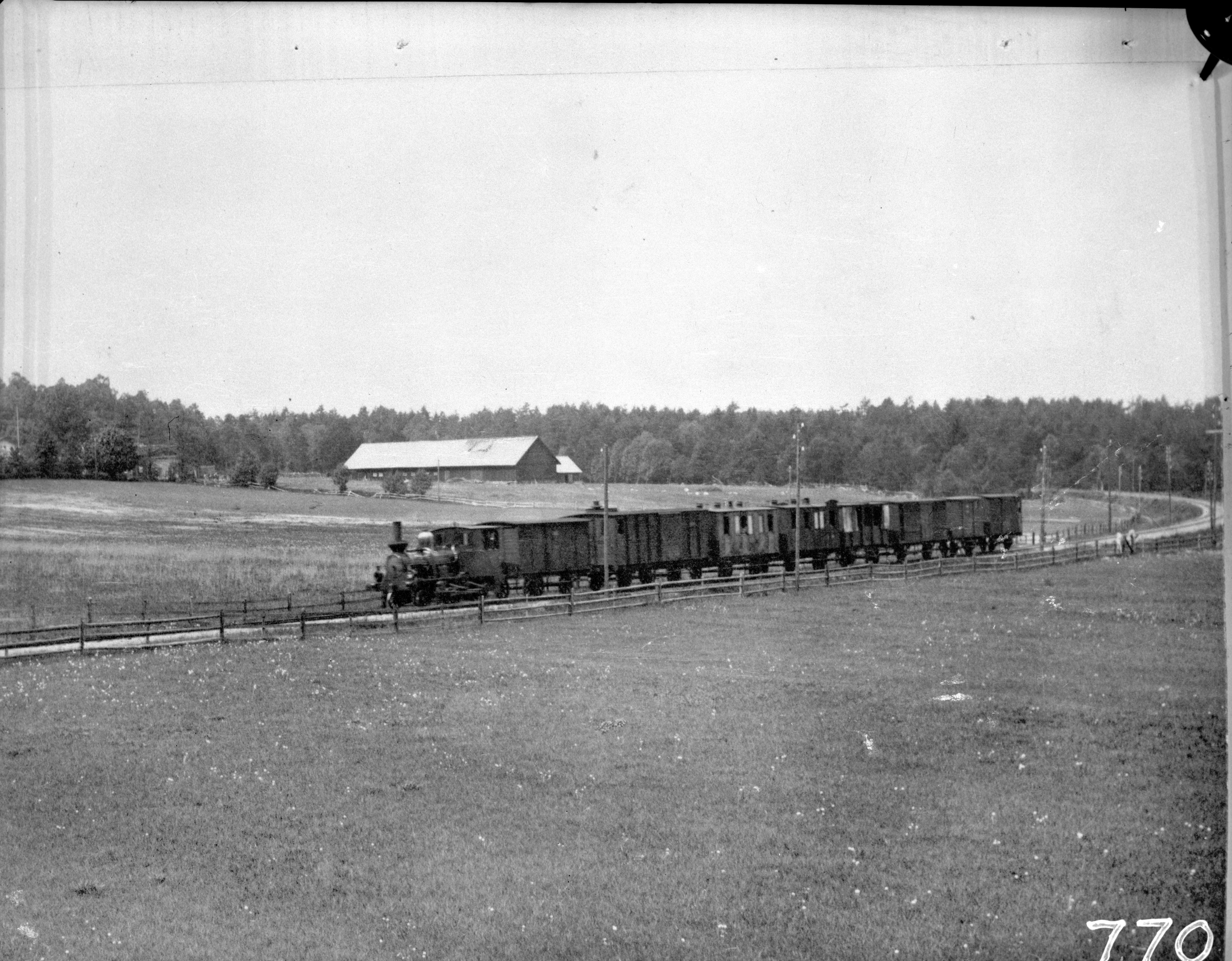
Tåg på linjen mellan Ebbarp och Svenljunga

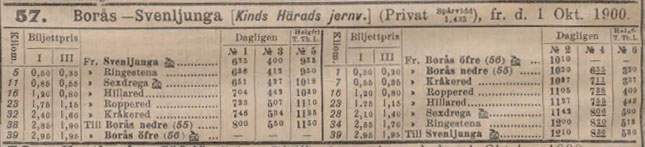
Tidtabell i Sveriges kommunikationer 1901

Kindsbanan var en svensk normalspårig järnväg som var i bruk mellan 1 november 1885 och 23 december 1902, viss godstrafik pågick till 1 mars 1903. Banan gick mellan Borås och Svenljunga och angjorde följande stationer: Borås Nedre (nuvarande Borås Central), Kråkered, Roppered, Hillared, Sexdrega, Ringestena och Svenljunga. Sträckan var 38,02 kilometer. Lokstall komplett med vändskiva, vattentorn och kolförråd fanns i Svenljunga, varifrån all ombordpersonal också kom. 
Kindsbanan byggdes 1884-1885 av det för ändamålet bildade Kinds Härads Jernvägsaktiebolag. Den första styrelsen bestod av ordförande landshövding Erik Sparre, borgmästare Wendt, godsägare Herman Almqvist, bankdirektör Adolf von Zweigbergk, J Gabrielsson och fabrikör Carl Magnus Lundberg. 
I slutet av 1890-talet fick banan konkurrens då Borås-Alvesta Järnvägsaktiebolag (BAJ) fick koncession att bygga en bana från Borås till Alvesta, via Hillared. Kindsbanan blev genom denna planerade järnväg utkonkurrerad och BAJ köpte upp järnvägen för att sedan låta lägga ner den. Kindsbanan var i bruk i 17 år och är en av Sveriges mest kortlivade järnvägar. Efter att banan lagts ned fortsatte dock tågen att gå mellan Hillared och Svenljunga i flera årtionden, men då som stickspår till Alvestabanan. Alvestabanan är idag en del av Kust till kust-banan. 
Namnet Kindsbanan härrör från Kinds härad, ett av de sju häraden som utgör Sjuhäradsbygden.
Banvallen mellan Borås och Hillared är i dag till större delen allmän väg och farbar med cykel och (mestadels) bil.